# Härkäsaari (ö i Södra Karelen, Villmanstrand, lat 61,25, long 27,60)
Härkäsaari är en ö i Finland. Den ligger i sjön Kuolimo och i kommunen Savitaipale i den ekonomiska regionen  Villmanstrands ekonomiska region  och landskapet Södra Karelen, i den södra delen av landet, 190 km nordost om huvudstaden Helsingfors. Öns area är 4,1 hektar och dess största längd är 410 meter i nord-sydlig riktning.